# Воскресенка (Новотроицкое сельское поселение)
Воскресенка — деревня в Нижнеомском районе Омской области. Входит в состав Новотроицкого сельского поселения.

## История
Основана в 1911 году. В 1928 году посёлок Воскресенский состоял из 31 хозяйства, основное население — украинцы. В составе Петропавловского сельсовета Большереченского района Тарского округа Сибирского края.

## Население
| 1926 | 2010 |
| ---- | ---- |
| 174  | ↘91  |